# Christine Charbonneau
Christine Charbonneau (Montréal, 18 ottobre 1943 – Montréal, 29 maggio 2014) è stata una cantautrice canadese.

## Biografia
Nata a Montréal nel 1943, ha scritto la sua prima canzone all'età di 12 anni.
Nel 1959 inizia a cantare nei locali di Val-David, in Québec, ispirandosi al suo idolo, Félix Leclerc.
Nel 1965 viene invitata a cantare al Saint-John-Baptiste Celebration Day, tenuto presso il Jarry Park di Montréal, dove si esibisce davanti a più di 40 000 spettatori.
Muore nel 2014 a causa di una neoplasia.